# Asio abyssinicus
El lechuzón abisinio o búho abisinio (Asio abyssinicus) es una especie de ave estrigiforme de la familia Strigidae endémica de África oriental.

## Descripción
El búho abisinio es un búho de tamaño medio, de aspecto similar al búho chico pero más oscuro, aunque no hay peligro de confusión porque ambas especies no solapan sus áreas de distribución. El búho abisinio tiene listas superciliares grises, pico negro y los ojos amarillos. Tiene mechones de plumas pardas oscuras con bordes blancos a modo de orejas, situadas en una posición bastante centrada sobre su cabeza.

## Comportamiento y reproducción
El búho abisinio es una especie nocturna. Usa el nido de otras aves para criar a su nidada. Sus garras son significativamente más fuertes que las de otros miembros de su género, por lo que dispone de un espectro de presas más amplio, entre los que se cuentan aves pequeñas, ratones y musarañas.

## Distribución y hábitat
El búho abisinio prefiere los herbazales y páramos elevados con arboledas de robles y cedros, y puede encontrarse en los valles de montaña y barrancos hasta los 3900 metros sobre el nivel del mar. Se circunscribe al este de África: los altiplanos y montañas de Etiopía y las montañas que circundan la región de los Grandes Lagos (el este de la República Democrática del Congo, Ruanda, Kenia y  Uganda. El búho abisinio se clasifica como especie bajo preocupación menor por la UICN, aunque se considera de rara a escasa si se trata de observar.